# Олга Бисера
Бисера Вукотић (Мостар, 26. мај 1944), професионално позната као Олга Бисера, бивша је италијанска филмска глумица и продуценткиња рођена у Југославији.

## Биографија
Олга Бисера је рођена граду Мостару (данас град у БиХ), а Академију драмских уметности уписала је у Београду (данас главни град Србије). Са 25 година направила је филмски деби у Холивуду, одигравши улогу у Полаковом филму Чувари замка. Потом је потписала уговор за Колумбија пикчерс и отишла у Њујорк; у овом граду је примљена на Позоришни и филмски институт Лија Стразберга. Почетком ’70-их се преселила у Италију, где је основала продукцијску кућу „Cinemondial” и постала старлета италијанског глумишта. Њен први италијански филм била је Цурлинијева драма La prima notte di quiete. Бисера је једна од Бондових девојака; глумила је у десетом филму из серијала, Шпијун који ме је волео. Пензионисала се почетком 1980-их.